# Ferenc Glatz
Ferenc Glatz, madžarski zgodovinar in akademik, * 2. april 1941, Csepel.
Med letoma 1989 in 1990 je bil minister za šolstvo in kulturo.
Leta 1993 je postal član Madžarske akademije znanosti, katere je bil predsednik med letoma 1996 in 2002.